# Bateria de Nossa Senhora da Conceição de Caloura

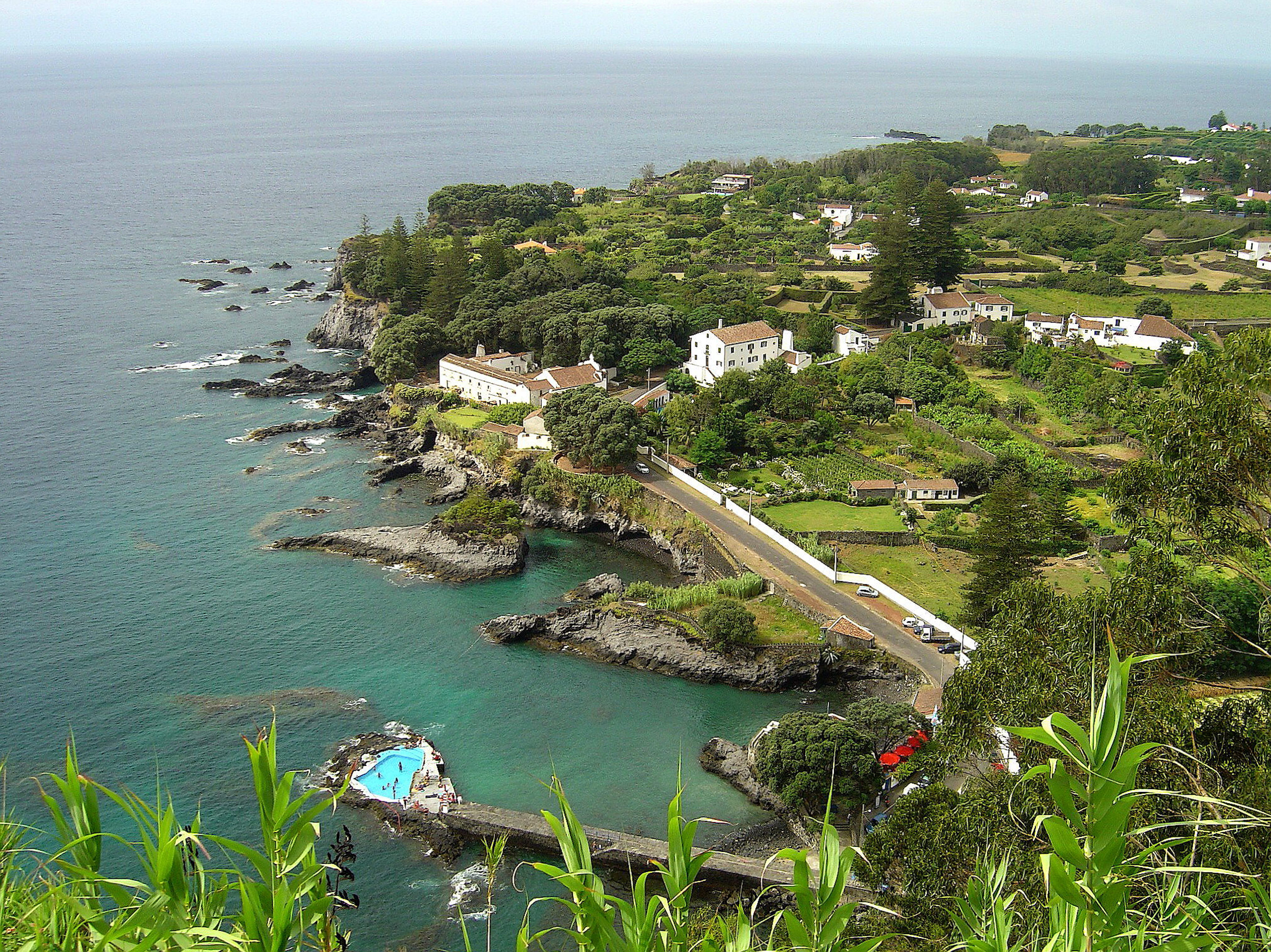
Ancoradouro da Caloura, ilha de São Miguel: vista a partir do Miradouro do Pisão.

A Bateria de Nossa Senhora da Conceição de Caloura, também referida como Forte de Nossa Senhora da Conceição e Forte da Caloura, localiza-se na povoação da Caloura, freguesia de Água de Pau, concelho da Lagoa, na costa sul da ilha de São Miguel, nos Açores.
Em posição dominante sobre este trecho do litoral, constituiu-se em uma fortificação destinada à defesa do porto da Caloura e do Convento de Nossa Senhora da Conceição contra os ataques de piratas e corsários, outrora frequentes nesta região do oceano Atlântico.

## História
Foi erguida pelo filho de Manuel de Sousa Correia, Capitão-mor da Ribeira Grande, que entrou para a Recolecta em 8 de Junho de 1751, ocasião em que tomou o nome de Manuel do Sacramento, assumindo o comando do forte
Ao final do século XVIII, a Relação dos Castelos e mais Fortes da Ilha de S. Miguel do seu estado do da sua Artelharia, Palamentas, Muniçoens e do q.' mais precizam, pelo major engenheiro João Leite de Chaves e Melo Borba Gato, informava:
"Forte de N. S. da Conceição - Da Villa d'Agoa de páo milhor cituado q.' o referido, porq.' tem a esquerda hu' bom Porto p.a desembarque, mas não está ainda onde devera p.a bem o defender: foi feito por hum Irmão Leigo dos Recoletos de N. S. das Dores da Irmand.e de S. Caetano: não tem mais q.' as muralhas com 3 canhoneiras, sem palamentas: Preciza guarnecido e municiad em rão do lugar."
A "Relação" do marechal de campo Barão de Bastos em 1862 refere-o como "Forte da Caloura" e informa que se encontra muito arruinado.
Tanto os remanescentes da fortificação quanto o convento encontram-se atualmente em mãos de particulares, voltados à cultura da vinha e protegidos por um muro de pedra. REZENDES (2010) refere-o como Forte do Convento da Caloura e dá-o como em bom estado de conservação.

## Características
Por ser uma estrutura aberta, não pode ser classificada tecnicamente como um forte e sim como uma bateria. Constituía-se em um simples parapeito onde se abriam três canhoneiras. Não há informações sobre a sua artilharia nem sobre o seu paiol, provavelmente o próprio convento.